# Steropés
Steropés je podle řeckých bájí jeden ze tří Kyklopů. Jeho jméno znamená „blesk“. Jedná se o obry s jedním okem uprostřed čela. Podle Hésioda jsou tři, kromě Steropa ještě Argés a Brontés. Jejich otcem je bůh nebe Uranos a matkou bohyně země Gaia. Steropés se svými bratry pomohl Diovi, když povstal proti svému otci Kronovi: zhotovili mu hromy a blesky, s jejichž pomocí zvítězil.